# Delfinek plamisty
Delfinek plamisty, delfin uzdeczkowy (Stenella frontalis) – gatunek ssaka z rodziny delfinowatych (Delphinidae).
Często spotykany atlantycki delfin, którego pożywieniem są różnorodne głowonogi i ryby. Czasami łowi się je przypadkowo razem z tuńczykami, ginie w ten sposób duża część stada. Niekiedy również poławiany jest przez harpunników dla mięsa.
Delfin uzdeczkowy lubi pływać z ludźmi, nawet czasem zwalnia, żeby człowiek mógł za nim nadążyć, jest bardzo towarzyski, o czym świadczy fakt, że w jego stadach często zauważa się przedstawicieli innych gatunków.
Jego kształt, zwłaszcza głowa, przypomina wyglądem butlonosa i, pomimo że jest od niego dużo mniejszy, bywają ze sobą mylone.
Delfinek plamisty jest czarno-biały, z białymi plamkami na grzbiecie i czarnymi na brzuchu. Dorosłe osobniki osiągają od 2,2 (samiec) do 2,3 (samica) metra długości przy wadze 130-140 kg. Największy dotąd zmierzony okaz, samica, mierzyła 2,29 m i ważyła 140 kg.
Obecnie wielkość populacji delfinka plamistego oceniana jest na 100 tysięcy osobników i wciąż rośnie, na co wskazuje wzrost liczby zwierząt spotykanych na Bahamach, Azorach czy Bermudach. Pomimo tego został wpisany do II Aneksu Konwencji o Międzynarodowym Handlu Gatunków Zagrożonych Wyginięciem (CITES).
Dorosłe osobniki osiągają dojrzałość płciową po 12 latach. Ciąża trwa podobnie jak u ludzi, około 9 miesięcy. Młode tuż po porodzie mierzą 90-100 cm. Przez 11-12 miesięcy pozostają pod opieką matki.